# Hegyi pereszlény
A hegyi pereszlény (Satureja montana L.) egy Dél-Európában termő évelő téli fűszernövény, az egynyári borsikafű vagy kerti csombord közeli rokona. Népies nevei: hegyi csombord, téli csombord, téli borsikafű avagy téli borsfű.

## Megjelenése
Az illatos, örökzöld 10–40 cm magas, erősen elágazó növény szára tövénél fásul, feljebb rövid szőrzet fedi. Keresztben átellenesen elhelyezkedő, kemény levelei keskenyek vagy gömbölydedek, hosszuk 1–3 cm, szélességük 2–5 mm. Fehér vagy lilás virágai a Földközi-tenger térségében június-szeptemberben nyílnak, Közép-Európában egy hónappal később.

## Termesztése
A hegyi pereszlény fényigényes, kevés vízre van szüksége, homokos talajt szeret.

## Felhasználása
Hajtása fűszerként használható. Íze borsos, enyhén csípős, a nyári csombordéhez hasonló, de erősebb. Főzés során erejéből veszít. Felfújódást csökkentő hatása van.

## Képek

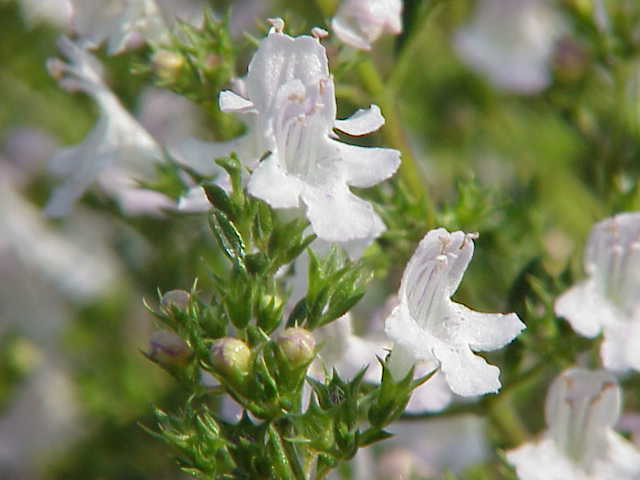
Hegyi pereszlény virága

## Külső hivatkozások
- Téli borsfű termesztése - edenkert.hu
- Terebess konyhakert - Csombord - terebess.hu
- Csombord - hirmagazin.sulinet.hu